# Kvitnes
Kvitnes est une localité du comté de Nordland, en Norvège.

## Géographie
Administrativement, Kvitnes fait partie de la kommune de Hadsel.